# 香川県明善短期大学
香川県明善短期大学（かがわけんめいぜんたんきだいがく、英語: Kagawaken Meizen Junior College）は、香川県高松市亀岡町1番10号に本部を置いていた日本の私立大学である。1956年に設置され、2004年に廃止された。

## 概要

### 大学全体
- 香川県高松市及び綾歌郡国分寺町に所在した日本の私立短期大学で、設置主体は学校法人香川県明善学園。
- 学科数1、入学定員40名体制で1956年に開学[注 1]。
- 学科数は1999年度入学生において最大の2学科[注釈 1]であり、以後は1学科、[注釈 1]に縮小。
- 2002年度の入学生を最後に[注釈 2]、2004年に短期大学としての使命を終える[5]。各種証明書の発行は英明高等学校で行っている。

### 教育および研究
- 短大の開学から40余年、とりわけ家政学を軸とする女子高等教育に徹していたが、近年における女性の社会進出が盛んになっていることを背景に、家政学系のほかに社会生活の諸問題を視野にいれるべく生活学系教育も執り行うようになった。専門職の育成においては旧来の栄養士に加えて、介護職の養成も執り行うようになった。

### 学風および特色
- 明善高等女学校が発端となっており、その伝統から女子を対象とした短大となっていた。
- 創立以来の伝統として、全学生がいずれかの研究室に所属して研鑽する制度いわゆる「研究室制度」に所属することになっていた。
- 1997年に学園創立80周年記念式が挙行された。

## 沿革
- 1917年
  - 4月 私立明善高等女学校開校[6]。
- 1947年 新制の香川県明善中学校に改組。
- 1948年 新制の香川県明善高等学校に改組。
- 1956年
  - 3月1日 左記を以て文部省[注 2]より短期大学の設置が認可される[注 3]。
  - 4月1日 香川県明善短期大学が以下の学科体制にて開学する[9]。
    - 家政科 入学定員40名
- 1962年
  - 3月23日 専攻科が設置される[10]。
    - 食物専攻[注 4]

  - 同 家政科の入学定員を40→60に増員[12]。
  - 5月1日 学生数[13]/定員
    - 家政学科 229/100
- 1964年
  - 11月17日 短期大学の開学記念日に制定される[6]。
- 1969年
  - 4月1日 英語学科[注 5]を設置[14]。
  - 同 家政科を家政学科に改称[14]。
  - 同 家政学科の入学定員を60→150に増員[14]。
- 1970年
  - 5月1日 学生数[15]/定員[16]
    - 家政学科 女380/300
    - 英語学科 女58/200
- 1991年
  - 4月1日 英語学科の入学定員を100→130に増員[注 6]。
  - 5月1日 学生数[20]/定員
    - 家政学科 女408/300
    - 英語学科 女261/230
- 1998年
  - 4月1日 家政学科を生活学科に改組[21]。
- 1999年
  - 4月1日 生活学科に専攻課程を以下の通り設置する[22]。
    - 生活学専攻 入学定員100名
    - 食物栄養専攻 入学定員40名
    - 生活福祉専攻 入学定員40名[注 7]

  - 同 英語学科の学生募集をこの年度で最終とする[注 8]。
  - 5月1日 学生数[24]/定員
    - 生活学科 女3[注 9]/M
    - 英語学科 女19/260
- 2001年
  - 4月1日 生活学科生活学専攻の入学定員を70→40に減員。[26]
- 2002年
  - 3月29日 英語学科を廃止とする。
  - 4月1日 この年度で学生募集を終了[注釈 2]。
- 2004年
  - 5月28日 左記を以て正式に廃止となる[5]。

## 基礎データ

### 所在地
- 亀岡キャンパス（香川県高松市亀岡町1番10号[注釈 3]）
- 国分寺キャンパス（香川県綾歌郡国分寺町新名）

### 象徴
- 香川県明善短期大学のカレッジマークは右記の資料を参照[27]。

## 教育および研究

### 組織

#### 学科
- 生活学科
  - 生活学専攻 入学定員40名[注釈 4]　
  - 食物栄養専攻 入学定員40名[注釈 4]
  - 生活福祉専攻 入学定員40名[注釈 4]
- 英語学科 入学定員130名[注 10]

#### 専攻科
- 食物専攻：旧来の家政学科卒業生を対象にした課程。栄養士の資格を取得できる課程でもあった。ただし、栄養専修課程修了者のみ。実習の一環として、高松市のキャンパス（いわゆる亀岡学舎）の学生食堂での「調理実習」も行われていた。生活学科に食物栄養専攻が新設されるに伴い廃止となる。修業年限は昼間部1年制となっていた。

#### 別科
- なし

#### 取得資格について
- 中学校教諭二種免許状
  - 家庭：生活学科（生活学専攻）[29]。
  - 保健：旧・家政学科栄養専修課程[29]。
  - 英語：英語学科[29]。
- 司書・司書教諭：英語学科
- 栄養士：生活学科食物栄養専攻[30]
- 介護福祉士：生活福祉専攻[31]

#### 研究
- 『香川県明善短期大学研究紀要』[32]ほか。

## 学生生活

### 部活動・クラブ活動・サークル活動
- 香川県明善短期大学で活動していたクラブ活動[33]
  - 体育系：バレーボール・バスケットボール・バドミントン・テニス・卓球・剣道・陸上競技ほか
  - 文化系：写真・書道・箏曲・軽音楽・コーラス・ESS・ワープロ・ボランティア・アナウンスほか

## 大学関係者
歴代学長
- 斉藤勇

## 施設

### キャンパス

#### 亀岡キャンパス
- 使用学科：生活学科
- 使用専攻科：食物専攻
- 使用附属施設：なし
- 設備：1960年に本館学舎が落成され、1964年には本館第2期学舎も落成された。
- 校舎は、1917年（大正6年）に開校した私立明善高等女学校の後身である香川県明善高等学校と同一のキャンパス内に位置し、栗林公園にほど近い住宅地に位置していた。

#### 国分寺キャンパス
- 使用学科：英語学科
- 使用専攻科：なし
- 使用附属施設：なし
- 設備：キャンパス内にはマツの木が植樹されていた。
  - 1969年 1号館・2号館・学生寮が落成される。
  - 1993年 情報棟が落成される。
- 現在は英明高等学校の国分寺学舎として使用されている。

### 学生食堂
- 香川県明善短期大学には亀岡・国分寺の各キャンパスに学生食堂を設けており、亀岡キャンパスには地下にあった。ここは、かつて専攻科学生の調理実習で拵えた食事がセルフサービス方式で用意されていた。国分寺キャンパスでは、学生寮の1階にて用意されていた。

### 寮
- 香川県明善短期大学には亀岡・国分寺の各キャンパス付近に学生寮を置いていた。

## 対外関係

### 系列校
- 英明高等学校

## 卒業後の進路について

### 編入学・進学実績[34]
- 生活学科
  - 生活学専攻：高知大学ほか
  - 食物栄養専攻：くらしき作陽大学・徳島文理大学ほか
  - 生活福祉専攻：梅花女子大学ほか
- 英語学科：京都精華大学・山陽学園大学・四国学院大学ほか